# Rio Borzeşti
O Rio Borzeşti é um rio da Romênia afluente do Rio Arieş, localizado no distrito de Cluj.